# 鹿のように
鹿のように（As the Deer）は、1984年にマーティン・ニストロームによって作曲された、有名なプレイズ・ソングである。この曲は詩篇42篇1節に基づいて書かれている。42:1;

## 歌詞
| As the deer panteth for the water So my soul longeth after you You alone are my heart's desire And I long to worship you You alone are my strength, my shield To you alone may my spirit yield You alone are my heart's desire And I long to worship you You're my friend and you are my brother Even though you are a king And I love you more than any other So much more than anything Chorus I want You more than gold or silver Only You can satisfy You alone are the real joy giver And the apple of my eye Chorus | 鹿が水を慕いあえぐように わたしの魂はあなたを待ち望みます。 あなたこそがわたしの魂の望みで、 あなたを礼拝することを切望します。 あなただけが私の強き、わたしの盾です。 あなただけに私の魂を明け渡しましょう あなたこそわたしの魂の希望です。 そして、あなたを礼拝することを切望します。 あなたこそ私の友であり、私の兄弟です。 あなたは王様でありながらも。 そして、ほかの誰よりもあなたを愛します。 そして、ほかのどんな物よりももっと（愛します）。 コーラス わたしは、金や銀よりもあなたを求めます。 あなただけが満足させることがおできになります。 あなただけが本当の喜びを与えるお方です そして、私の目ひとみです。 コーラス 鹿が谷川を慕うように 主を求める 主イエスこそが 我が望み 我がすべて 我が盾 力 安らぎの泉 主イエスこそが 我が望み 我がすべて |